# Myopathie distale de type Laing
Pour les articles homonymes, voir Laing.
Décrite en 1995, la myopathie distale de type Laing se caractérise par la survenue précoce, habituellement avant l'âge de 5 ans, d’une faiblesse musculaire des extenseurs de la cheville et du gros orteil, puis des extenseurs des doigts, notamment les troisième et quatrième doigts. Les fléchisseurs de la tête et les muscles de la face sont atteints dans un deuixème temps. Les muscles proximaux sont atteints au bout de dix ans. L'espérance de vie n'est pas réduite par la maladie.
Le diagnostic est essentiellement clinique. Il n'y a pas de signe biologique, et la biopsie musculaire est sans particularité.
Des mutations du gène MYH7 sont retrouvées dans 50 % des cas, toutes localisées au niveau des exons 32, 34, 35 et 36.

## Sources
- (en) Phillipa Lamont, Nigel G Laing, Laing Distal Myopathy in GeneTests: Medical Genetics Information Resource (database online). Copyright, University of Washington, Seattle. 1993-2006